# Apfelkren

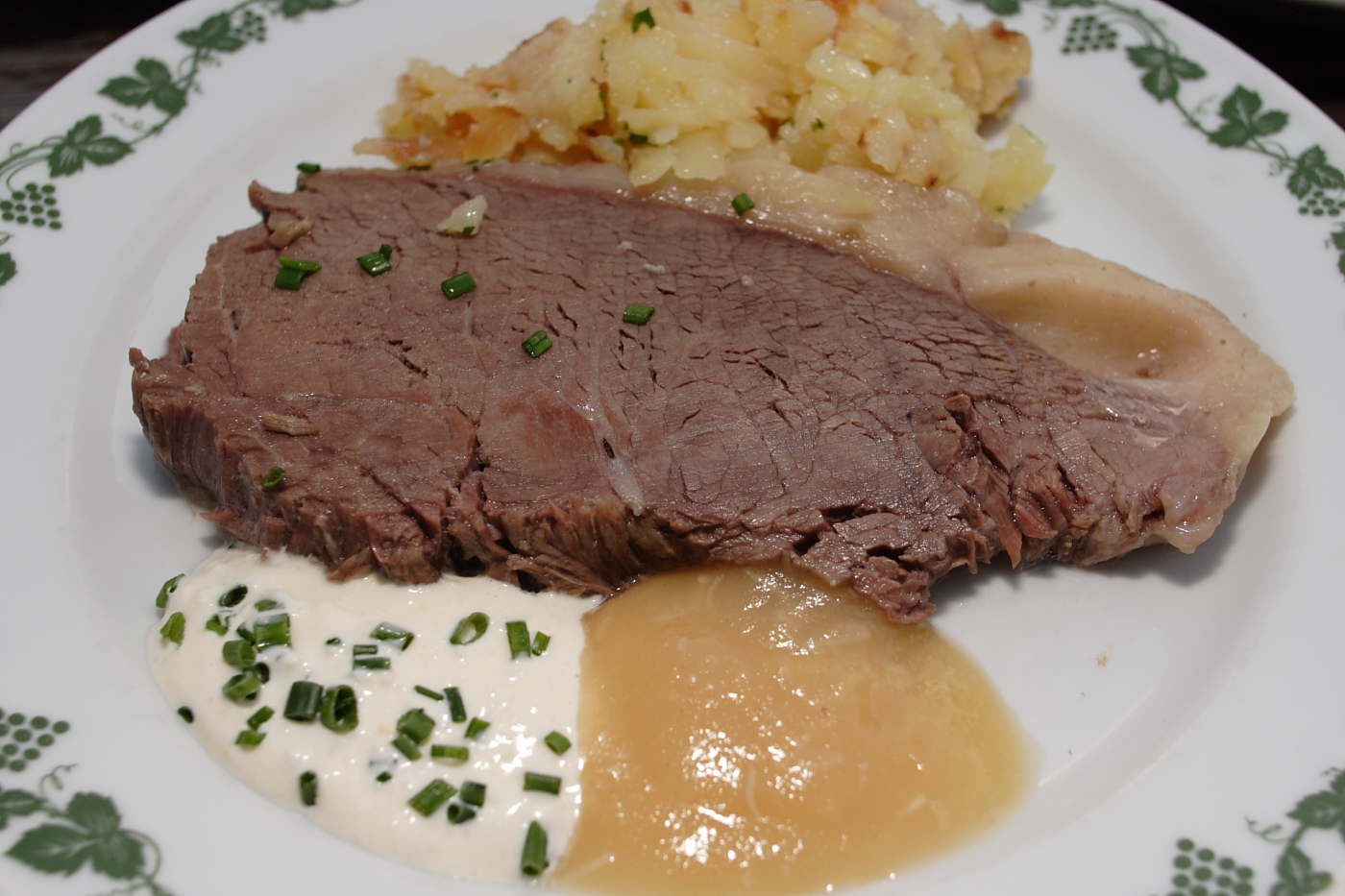
Tafelspitz mit Apfelkren und Schnittlauchsauce

Apfelkren oder Apfelmeerrettich ist eine besonders in der österreichischen und süddeutschen Küche verbreitete kalte Krensauce aus geriebenem Meerrettich (oberdeutsch Kren), geraspelten, säuerlichen Äpfeln und Rahm. Gewürzt wird er mit Zitronensaft, Salz und etwas Zucker.
Serviert wird Apfelkren vorwiegend zu warmem oder kaltem gekochten Rindfleisch, insbesondere zu Tafelspitz, oder geräuchertem Fisch.